# 木戸番
木戸番（きどばん）は、江戸時代に江戸・京都・大坂をはじめとする城下町で町ごとに作られた木戸の番人。

## 概要

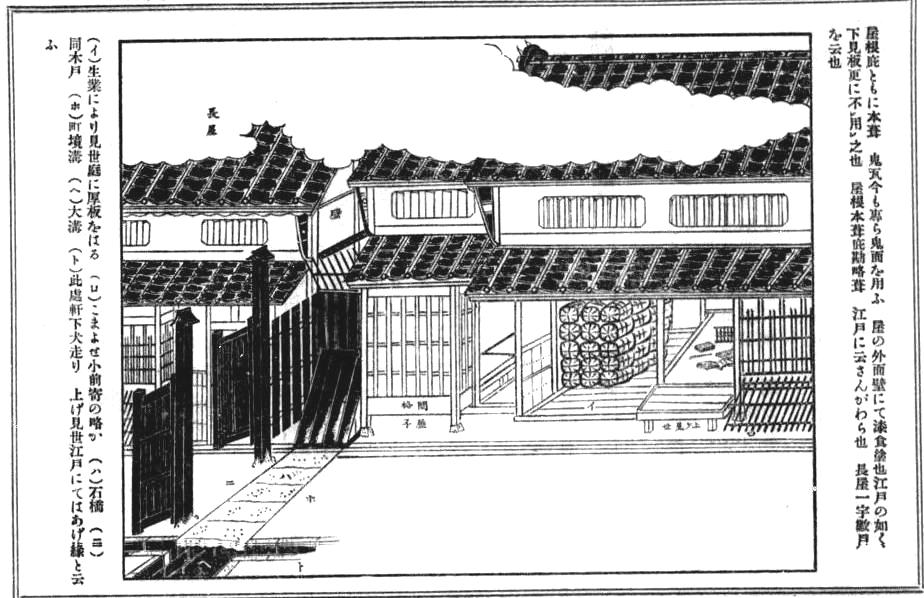
長屋に設けられた木戸。 喜田川季荘 『類聚近世風俗志 : 原名守貞漫稿』

江戸をはじめ、多くの城下には木戸が設けられており、夜は閉じられることになっていた。その木戸にはそれぞれ「番太郎」または「番太」と呼ばれる木戸番が2人いた。彼らは大抵が老人で、番小屋に居住していた。
木戸番は夜の四ツ時（午後10時ごろ）に木戸を閉めた。これは、盗賊や不審者の通行・逃走を防ぐためで、夜四ツ時以降、用事のある者は木戸番に改められた上で、木戸の左右にある潜り戸から通る決まりとなっていた。また、その際には必ず拍子木を打ち、その音が次の木戸番への「通行人がいる」という通達となった。これを「送り拍子木」と呼んだ。拍子木は通行する人数分だけ打ち鳴らし、拍子木の音が聞こえたにもかかわらず人が来ないような時は、人を出して町内を改めることになっていた。ただし、医師や産婆など、人の命に関わる急用のある者はそのまま通過できた。
盗賊や狼藉者が現れ、そのための捕物、取鎮め等の場合は、時刻にかかわらず木戸を閉め、人の往来を止めた。また、物騒な時は大木戸を閉じ、小木戸を開いて用心をした。火の見櫓（梯子櫓）は木戸の側にあるため、火事があった時には半鐘を打つ役割もあり、夜毎に拍子木を打って夜警もした。それで、木戸番屋を「火の番屋」とも呼んだ。また火事の際には木戸番の妻が炊き出しをし、番太がそれをかついで火事場へと走り、将軍のお成りがあって警戒する時は、木戸番が金棒を引いて町中に触れ歩いたという。
番屋は梁間6尺、桁行9尺、軒高1丈とし、棟高はこれに相応する高さと定められた。番人は住み込みで、妻子の無い者という決まりだったが、江戸時代も後期になると、番屋を拡げて妻子を住まわせたり、番人の職が株化されて売買されたりした。そのため、町奉行所でも取り締まったが、なかなか改まらなかったという。
京都では、町奉行所の触書では番人や木戸門と記されることが多い。京都の町々は、室町時代から町の両端にあたる四辻に面して釘貫とよぶ門を置き、町が雇用した番人が開閉や警固にあたった。江戸時代になると、釘貫は木戸門とよばれるようになり、かたわらに置かれた畳1枚程度の板敷の番小屋に、町が下位身分から雇用した番人が、夜間は2名、昼間は1名勤務した。番人は木戸門の開閉や夜廻りなど町内の治安や雑用を担当し、町火消にも出動したが、番小屋が狭く住み込みでもないので、江戸の番人のように番小屋で商売をすることはなかった。享保7年（1722年）の消防改革以降は町火消が町人の義務となり、番人は周辺の火事にも出動しなくなって、町人が出動した後の町の警戒にあたった。幕末の元治大火（1864年）後も番人は再建された木戸門の開閉等にあたったが、明治5年（1872年）までに木戸門が撤去されると、番人も契約解除され町を去る。なお現代京都の四辻に理髪店が多い点について、江戸時代に髪結を副業にした番人の係累とする説があるが、京都の番人は生活拠点の集落から出勤し、狭い番小屋でも副業も行わなかった。髪結を副業にしたのは、町域の中ほどにある町会所の町用人や妻で、町会所の土間を営業場所にして町床とよばれ、明治4年（1872年）の断髪令以降は髪剪所（理髪業）にする者がいた。他方、江戸時代の京都の四辻は、町内で規制された商売を行える場所であったが、明治維新後は立地のよさから多様な職業の場所となり、明治34年（1901年）の理髪営業取締規則の施行後になって、西洋技術をもち衛生面に配慮した近代的な理髪店が現れた。現在の京都の角地の理髪業はこの系譜を引き、江戸時代の番人との関りはない。

## 町木戸に関する町触
明暦4年（1658年）7月、町中が物騒なため、浪人の取締りとともに警戒を厳重にすることを目的として、火付けや盗賊を取締る町触の中で、夜九ツ（12時）以後の往来人は「番の者」が行先を確認し町送りにすることと、木戸のない町は仮木戸を設置し、不用心の場所には塀や垣を作ることとされた。
町のところどころで衣類や道具などを盗む者が多く、大勢で表店に押入ることもあったため、宝永5年（1708年）11月の町触で、「これは木戸番や月行事の油断であり、以後は拍子木などを用意し、その合図で町中の者が盗人を捕えよ」と命じられた。また、盗人を発見しても面倒がって追い払う例もあり、そのようなことなく必ず召し捕えよとしていた。
四ツ時（午後10時ごろ）以後の通行人には町送りの拍子木を使うことを命じたのはその後のことだったが、宝永7年（1710年）には、さらにこれを強化し、正徳4年（1714年）11月には、その徹底とともに、木戸が破損しているところは修理し、路地などの取締りをよくし、怪しい者を逃さぬようにと申しつけている。
町木戸の管理を厳重にしても、路地の入り口の警戒が不備であれば町裏から他の町への出入りが自由なため、享保元年（1716年）の町触では、路地口に番人をおくこと、路地の入口に木戸を設けて締切る時は、その前に明地・ごみ溜・雪隠などを調べてからにせよと命じている。

## 木戸番の収入
木戸番の給金はそれぞれの町内から支払われた。晦日ごとに1軒につき20文から100文の銭を家主が集め、これをその月の月行事が集計してその中から木戸番への給金を出していた。
木戸番の賃金は少なかったため、彼らは駄菓子・蝋燭・糊・箒・鼻紙・瓦火鉢・草履・草鞋などの荒物（生活雑貨）を商ったり、夏には金魚、冬には焼き芋などを売ったりして副収入としていた。特に焼き芋屋は番太郎の専売のようになっていた。そのため、番太郎は本職より内職の方で知られており、木戸番屋は「商（あきない）番屋」とも呼ばれていた。また、女の子が赤い帯を締めていると男の子供が「番太郎の肉桂みたいだ」と言ってからかい、荒物を買う際に「番太郎で買ってこい」と言う親もいた。